# Callipseustes reflexa
Callipseustes reflexa är en fjärilsart som beskrevs av Louis Beethoven Prout 1910. Callipseustes reflexa ingår i släktet Callipseustes och familjen mätare. Inga underarter finns listade i Catalogue of Life.